# Fan Jiachen
Fan Jiachen –en chino, 范佳晨– (21 de febrero de 1988) es una deportista China que compitió en natación sincronizada. Ganó una medalla de plata en el Campeonato Mundial de Natación de 2011, en la prueba combinación libre.

## Palmarés internacional
| Campeonato Mundial | Campeonato Mundial | Campeonato Mundial | Campeonato Mundial |
| Año                | Lugar              | Medalla            | Prueba             |
| ------------------ | ------------------ | ------------------ | ------------------ |
| 2011               | Shanghái (China)   | Medalla de plata   | Combinación libre  |